# Lass den Funken nicht zur Flamme werden

Lew Tolstoi, Porträt von Iwan Kramskoi, 1873

Lass den Funken nicht zur Flamme werden, auch Auf Feuer habe acht! und Auf Feuer habe Acht, daß Du es zeitig löschest (russisch Упустишь огонь - не потушишь, Upustisch ogon – ne potuschisch), ist eine Erzählung von Lew Tolstoi, die 1885 entstand und im selben Jahr im Sankt Petersburger Buchverlag Posrednik erschien. Eingangs richtet der Autor mit einem Zitat aus dem Matthäusevangelium das Augenmerk auf sein Thema – die Pflicht zur Vergebung.

## Inhalt
Iwan Schtscherbakow und Gawrilo Chromoi streiten vor dem Richter. Dabei hatten die Väter der beiden Nachbarn stets einträchtig dicht nebeneinander gelebt und sich gelegentlich gegenseitig geholfen. Dieses gutnachbarliche Verhältnis wird abrupt beendet, als Iwans Schwiegertochter ein Ei, das ihr Huhn auf Gawrilos Hof gelegt hat, kurzerhand herüberholt.
Iwans Vater lebt noch. Der Greis, an Atemnot leidend, hat mehrere Jahre schon seinen privilegierten Schlafplatz auf dem Backofen des Bauernhauses kaum verlassen. Als die Streitereien überhandnehmen – Iwan hatte zum Beispiel Gawrilo ein Büschel Barthaare ausgerissen und der Geschädigte hatte das Gutsgericht angerufen – fordert der Vater vom Sohn Iwan Mäßigung. Der Sohn hat kein Gehör. Im Gegenteil – Iwan und Gawrilo tragen ihr Gezänk in die Gemeindeversammlung und vor den Friedensrichter. Sechs lange Jahre predigt der Alte vom Ofen herunter: „Ihr lieben Kinder, lasset den Hader fahren, versäumet nicht euer Tagewerk …“. Iwan gerät tatsächlich mit der Zeit in die Bredouille, weil er den rechten Aussaattermin verpasst und Gerichtsverhandlungen gegen Gawrilo Zeit sowie Geld verschlingen. Als Iwans Schwiegertochter im siebten Jahr des Nachbarschaftsstreits auf einer Hochzeit Gawrilo lauthals einen Rosstäuscher schimpft, schlägt der betrunkene Beleidigte zu. Eine Schwangere vor versammeltem Dorf schlagen, das ist dann Iwan doch zu viel. Seine Klageschrift hat der Untersuchungsrichter auf dem Tisch. Nachdem Gawrilo zu zwanzig Stockschlägen auf den Rücken verurteilt worden ist, bringt Iwan Zeugen bei, die behaupten, sie hätten gehört, Gawrilo wolle Iwans Haus anzünden. Der Richter schert sich nicht um geltendes Recht, sondern macht einen Versuch zur gütlichen Einigung. Gawrilo möge sich einfach bei Iwan entschuldigen und alles soll vergessen sein. Gawrilo kann beim besten Willen Iwan nicht um Verzeihung bitten. Denn er wird nächstens fünfzig Jahre alt und das wird seine erste Prügelstrafe im Leben sein. Darüber kommt er nicht hinweg.
Die Gegenseite ist nicht besser. Der alte Vater redet Iwan wiederum ins Gewissen und stößt auf taube Ohren. Selbst wenn Iwan verzeihen wollte – wie könnte er das? Denn Gawrilo schreit am Abend über den Zaun: „Zum Teufel mit ihm und seiner Sippschaft, er hat das Maß übervoll gemacht, totschlagen sollt’ ich ihn wie ein Stück Vieh!“
Iwan schaut im Dunkeln nach dem Rechten. Gawrilo zündet Iwans Haus an. Das brennt bei der herrschenden Trockenheit und dem scharfen Wind wie Zunder. Iwan hätte im ersten Moment das aufflammende Feuer löschen können. Stattdessen hatte er den Brandstifter wutschnaubend auf dessen Hof verfolgt.
Gawrilo schlägt Iwan nieder. Beide Bauernhäuser und ein Großteil der anderen dicht stehenden Nachbarhäuser im Dorf brennen ab. Iwans Vater kann in letzter Minute von einem seiner Enkel gerettet werden. Nun liegt der Alte im Hause des Dorfältesten im Sterben und will sein Letztes Wort an Iwan richten. Iwan begibt sich an das Sterbebett seines Vaters. Dieser eröffnetet dem Sohn einen Weg, auf dem alles gut werden kann: Iwan, der einzige Augenzeuge der Brandstiftung, soll seine Zunge hüten; darf mit keiner Silbe Gawrilo verraten.
So geschieht es. Nachdem der Alte gestorben ist, werden die niedergebrannten Häuser des Dorfes in weiterem Abstand Schritt für Schritt wiederaufgebaut. Iwan und Gawrilo bleiben nach wie vor die allernächsten Nachbarn. Die beiden Familien näherten sich einander an.

## Deutschsprachige Ausgaben
- Auf Feuer habe acht!. Deutsch von Arthur Luther. S. 32–50 in: Gisela Drohla (Hrsg.): Leo N. Tolstoj. Sämtliche Erzählungen. Fünfter Band. Insel, Frankfurt am Main 1961 (2. Aufl. der Ausgabe in acht Bänden 1982)
- Auf Feuer habe acht! S. 30–60 in Leo Tolstoi: Wo die Liebe ist, da ist auch Gott. Erzählungen. Übersetzung ins Deutsche Arthur Luther. Brunnen Verlag, Gießen 2007 (6. Aufl. 2016, verwendete Ausgabe), ISBN 978-3-7655-1956-7

## Anmerkung
1. ↑  Der Verlag Posrednik war 1884 auf Initiative von Lew Tolstoi gegründet worden. Über die schlechten Erfahrungen, die die Verlagsleitung mit der Petersburger und Moskauer Zensur in den Jahren 1885–1889 sogar bei eingereichten kleinen Volkserzählungen – wie der vorliegenden – machen mussten, berichtet W. K. Lebedew in seinem Artikel Der Buchverlag Posrednik und die Zensur (russ. В. К. Лебедев Книгоиздательство „Посредник“ и цензура) im Jahr 1968.